# Uddgrundet
Uddgrundet är en ö i Finland. Den ligger i Skärgårdshavet, Finska viken eller Norra Östersjön och i kommunen Hangö i den ekonomiska regionen  Raseborg i landskapet Nyland, i den sydvästra delen av landet. Ön ligger omkring 120 kilometer väster om Helsingfors.
Öns area är 1 hektar och dess största längd är 180 meter i sydväst-nordöstlig riktning.